# Bloomingdale (Ohio)
Bloomingdale és una vila dels Estats Units a l'estat d'Ohio. Segons el cens del 2000 tenia 221 habitants.

## Demografia
Segons el cens del 2000, Bloomingdale tenia 221 habitants, 82 habitatges, i 61 famílies. La densitat de població era de 775,7 habitants/km².
Dels 82 habitatges en un 34,1% hi vivien nens de menys de 18 anys, en un 58,5% hi vivien parelles casades, en un 17,1% dones solteres, i en un 24,4% no eren unitats familiars. En el 19,5% dels habitatges hi vivien persones soles el 17,1% de les quals corresponia a persones de 65 anys o més que vivien soles. El nombre mitjà de persones vivint en cada habitatge era de 2,7 i el nombre mitjà de persones que vivien en cada família era de 3,16.
Per edats la població es repartia de la següent manera: un 29,4% tenia menys de 18 anys, un 5,4% entre 18 i 24, un 26,2% entre 25 i 44, un 23,1% de 45 a 60 i un 15,8% 65 anys o més.
L'edat mediana era de 36 anys. Per cada 100 dones de 18 o més anys hi havia 85,7 homes.
La renda mediana per habitatge era de 46.667 $ i la renda mediana per família de 47.500 $. Els homes tenien una renda mediana de 32.679 $ mentre que les dones 25.208 $. La renda per capita de la població era de 17.610 $. Aproximadament el 3,9% de les famílies i el 4,3% de la població estaven per davall del llindar de pobresa.

## Poblacions properes
El següent diagrama mostra les poblacions més properes.